# Краснозаборье
Краснозаборье — деревня в Ершичском районе Смоленской области России. Входит в состав Поселковского сельского поселения. По состоянию на 2007 год постоянного населения не имеет. 
Расположена в южной части области в 14 км к северо-западу от Ершичей, в 13 км южнее автодороги А101 Москва — Варшава («Старая Польская» или «Варшавка»), на берегу реки Ипуть. В 8 км севернее деревни расположена железнодорожная станция Криволес на линии Рославль — Кричев. 

## История
В годы Великой Отечественной войны деревня была оккупирована гитлеровскими войсками в августе 1941 года, освобождена в сентябре 1943 года.